# Arthur Aeschbacher
Pour les articles homonymes, voir Aeschbacher.
Arthur Aeschbacher ou Arthur Aesbacher, né le 3 avril 1923 à Genève et mort le 10 octobre 2020 à Issy-les-Moulineaux, est un peintre, sculpteur et réalisateur franco-suisse, actif en France,.

## Biographie
Arthur Aeschbacher, élève de Fernand Léger, a étudié successivement à l'École des beaux-arts de Genève, et à  Paris à l'École du Louvre, à l'Académie de la Grande Chaumière et à l'Académie Julian.
Il travaille avec des affiches lacérées, pour les utiliser comme matériau pictural[réf. nécessaire]. Les lambeaux d'affiches sont utilisés pour des recompositions formelles. Le travail sur la typographie devient, par la suite, le centre d'intérêt de son travail. Son travail sur l'éclatement de la typographie fait de lui, selon l'expression de Pierre Restany, « un affichiste qui n'est pas nouveau réaliste[réf. nécessaire]. »
Il est nommé chevalier de l'ordre des Arts et Lettres[réf. nécessaire]

## Expositions

### Expositions personnelles
- 1952 - Galerie Étoile Scellée, Paris sur égide d'André Breton[réf. nécessaire]
- 1956 - Galerie Marforen, Paris, préface de Jacques Prévert[réf. nécessaire]
- 1958 - Galerie Colette Allendy, Paris[4]
- 1958 - New Vision Centre Gallery, Londres
- 1959 - Galerie La Roue, Paris[4]
- 1961 - Galerie Marcelle Dupuis, Paris, préfacé par Charles Estienne[4]
- 1965 - Galerie Paul Facchetti, Paris, préfacé par Charles Estienne[4]
- 1969 - Galerie de Varenne, Jacques Damase, Paris[4]
- 1971 - Galerie Fabien Boulakia, Paris[4]
- 1972 - Galerie Germain, Paris, Store - Surface
- 1973 - Jacques Damase Gallery, Brussels, ans de collages éclatés, rétrospective, préface par Alain Jouffroy, Galerie Germain, Paris[4]
- 1976 - Centre of Art and Communication, Vaduz, Liechtenstein[4]
- 1982 - Galerie Vivian Véteau, Paris, oblitérées, préface par Giovanni Joppolo. Galerie 30, Paris, 6-4-2, préface par JérBindé[4]
- 1982 - Oblitérations blanches, Galerie Convergence, Nantes[4]
- 1986 - Galerie 30, Paris, Oblitération Blanche, préface de Claude Minière
- 1986 - Galerie Convergence, Nantes.
- 1987 - Galerie Sonia Zanettacci, Genève[4]
- 1988 - Galerie Azul, Guadalajara, Mexique - No Anunciar[4]
- 1992 - Galerie Krief, Paris - Totems Baromètre[4]
- 1993 - Galerie Olivier Nouvellet, Paris - Affichisme Revisité
- 1997 - Galerie Klaus Braun, Stuttgart - Affichisme Revisité
- 1997 - Galerie Art – Espace, Thonon–les–Bains, Livre d'Artiste
- 2000 - Galerie Marion Meyer, Paris - Décollages 1960
- 2003 - Galerie Patrick Corriton, Paris - Collages Affichistes 1958-1964
- 2004 - Galerie Caracol - Arte Estudio, Puerto Vallarta, Mexique
  - Una Obra, Una Noche, Una Vida
  - Fondation Christian & Yvonne Zervos, La Goulotte, Vézelay
  - Arthur Aeschbacher Rétrospective, préface de Christian Limousin
- 2005 - Galerie Marion Meyer, Paris - Arthur Aeschbacher, préface de Gérard Georges Lemaire
- 2006 - A.A Rétrospective, Les Abattoir d'Avallon, préface  G. G.  Lemaire
- 2010 - Galerie Véronique Smagghe, Paris, Catcheurs Masqués
- 2012 - Artheme Galerie, Paris, Turn Cut-Pacifico
  - A Noir, E Rouge, I Jaune.... ou Les Lettres Tête–Bêche d'Arthur  Aeschbacher, préface de G. G. Lemaire
- 2013 - Galerie Caracole, Puerto Vallarta, Mexique, Turn Cut-Pacifico
- 2014 - Artheme Galerie, Paris, Empreintes, préface de G. G. Lemaire
- 2015 - Galerie Klaus Braun, Stuttgart, Collages 1963 - Collages 2015
  - Galerie Incognito Art-Club, Paris, Turn Cut-Pacifico

### Expositions collectives
- 1959, Micro-Salon, Iris  Clert, Paris
  - Peinture Européenne d'Aujourd'hui, Galerie Kasper, Lausanne
- 1960, Hommages à Colette Allendy, Galerie Colette Allendy, Paris
  - Aspects of Collage, Brook Sreet Gallery, Londres
- 1963, Art Contemporain 1963, Grand  Palais
  - Actualité et tradition du tapis, Galerie d'Art Contemporain et Musées, Francfort, Lübeck, Recklinghausen, Baden-Baden, Munich, Bâle, Londres.
- 1964 - 50 ans  de  Collages, Musées du Louvre (Pavillon Marsan), Paris et Musée de Saint–Étienne, Saint-Étienne
- 1966 - Tapisserie d'Aubusson d'Aeschbacher, Galerie Florence Garnier, Paris
  - L'Age du Jazz, Musée Galiéra, Paris
- 1968 - Triennale Yougoslave des Art Plastiques, Belgrade
- 1971 - Jeux de cartes Sonia Delaunay - Arthur Aeschbacher, Galerie de Varenne - Jacques Damase, Paris
- 1972 - 31 Artistes Suisses, Grand Palais, Paris
- 1977 - Boîtes, Arc Musée d'Art Moderne, Paris
  - Les Avatars de Miss Liberty, Centre Georges Pompidou, Paris
- 1978 - Tecken Écritures, Malmo, Suède
  - Fiesta de la Letra, Galeria Ciento E. P. G. Barcelone
- 1980 - Écriture 80, Fondation National des Arts Graphiques et Plastiques 
  - Sonia Delaunay et quelques Amis, Galerie de Varenne
  - Jacques Damase, Paris
- 1983 - Il était une fois les mots, Exposition coproduite par le Ministère de la Culture et La Maison de la Culture du Havre, Métro Auber, Paris
- 1984 - Salon Comparaison, Hommages à François Dufrèn, Paris
  - Écriture dans la peinture, Villa Arson, Nice
  - L'Art à Paris 1945 – 1966, Charles Estienne, Fondation National des Arts Graphiques et Plastiques, Paris
- 1985 - L'insaisissable, ou l' Art de 1985, Espace Exhibition, Paris
  - Lisible - Illisible, Centre Georges Pompidou, Paris
- 1986 - Groupe MADI, Sincron Centre Culturel Art Contemporanea, Brescia
- 1987 - Collage, Papier Colle et Reliefs, Espace Molière, Agde
- 1989 - Édition Traversière, Vieil Océan de Lautréamont, Centre Georges Pompidou, Paris
- 1990 - Groupe Affichiste, Galerie Thorigny, Paris
- 1991 - Collages, Musée d'Art Moderne, Villeneuve d'Ascq
- 1992 - Livres sans Frontières, Galerie Caroline Corre, Paris
- 1993 - MADI International, Saint–Cirq–Lapopie, France
- 1994 - Groupe Japon, Galerie Seijo, Senji, Japon
  - Plis d'Excellence, Musée de la Poste, Paris
  - Le Temps de L'Ailleurs, Galerie Art - Espace, Pékin
- 1995 - Éventail d'Artistes, Galerie La Pochade, Paris
  - Chine Art Exposition 95, Galerie Art - Espace, Pékin
- 1997 - 13 Artistes avec Michel Butor - Le temps des Livres
  - Lettres Frontières, Chapelle de la Visitation, Thonon-les-Bains
- 1998 - L'Indispensable Fin de Siècle, Ambassade de Suisse, Paris
  - 22 Artistes avec Michel Butor, Médiathèque Louis Aragon, Le Mans
- 1999 - 15 Años de Azul, Galería Azul de Felipe Covarrubias, Guadalajara
- 2000 - 32 Artistes avec Michel  Butor, La Commanderie de Lacommande, Pyrénées–Atlantiques
- 2001 - De la Couleur …....., Musée d'Art Moderne, Troyes
- 2002 - Des Artistes avec Michel Butor, Chambéry
- 2003 - Qui a peur du Rouge, du Jaune, du Bleu, Centre d'Art de Yonne, Château de Tanlay
- 2004 - Art I, As Americas Galeria, Houston, États-Unis
- 2007 - Lecciones de Tinieblas, Museo José Luis Cuevas, Mexico
- 2009 - Le Noir et les leçons des Ténèbres, Villa Tamaris, Centre d'Art de La-Seyne-sur-Mer
- 2010 - Michel Butor et les Artistes, Musée des Beaux–Arts de Brest
- 2013 - Bonjour Monsieur Matisse ! Rencontres
  - Musée d'Art moderne et d'Art contemporain, Nice
  - Le Noir Absolu, Grand E'terna, Paris
- 2015 - Artistes Contemporains de France, d'Europe et d'Ailleurs, Institut Français, Mainz, Allemagne
  - Collages et Labyrinthe, Galerie Jean Greset, Besançon
  - Bleu - Jaune - Rouge, La couleur Libérée, Musée de Tesse, Le Mans.